# 大湖震災記念塔
大湖震災記念塔，是一座位於臺灣苗栗縣大湖鄉的紀念碑，用於紀念1935年新竹-台中地震殉難者，2019年（民國108年）登錄為苗栗縣歷史建築。

## 沿革
1935年（昭和十年）4月21日早晨6點2分，臺灣中部發生芮氏規模7.1的地震，震央位於關刀山（當時屬於大湖庄，即今大湖鄉範圍），造成新竹州與臺中州嚴重災害，公路鐵路（海岸線及舊山線）、水利設施、街道村落皆受破壞，總罹難人數為3279人，傷者11976人，為台灣史上傷亡數最多的地震。大湖庄內有939棟住宅全倒、462棟半倒，破壞率為89.2%。
災後重建以臺灣總督府為中心展開，過程中建立了數座紀念碑，目前苗栗縣境內有7座。此碑於震後一週年紀念日立碑，由時任大湖郡守的山木毅一郎撰文，內容主要記述受災情形，此次地震造成全郡郡民死亡246名，受傷652名。
2014年（民國103年）學者塩川太郎調查時並無慰靈儀式。2019年（民國108年）5月9日，震災記念塔經苗栗縣政府登錄為歷史建築。目前記念塔所在土地屬於財政部國有財產署，建築管理者、使用者皆為法寶寺，開放供民眾參觀。

## 設計
大湖震災記念塔建物面積為14.44平方公尺，碑體為砂岩材質，由基座、方形底座、覆鉢弧狀碑座和碑身4個部分組成，總高382公分。基座位於紀念碑底部，外觀呈梯形，表面如同日本城堡石垣，最寬處377公分，高112公分，基座的正立面有四階台階，學者塩川太郎認為石垣樣式是受到日本統治影響；方形底座是建立在基座之上的一個小型方形平台，長約135公分，寬約52公分，高約52公分。
覆鉢弧狀碑座是放置在方形底座之上的一個圓形碑座，設計為凹下弧狀，直徑約65公分，高度約32公分；圓柱形碑身高度為178公分，直徑32公分，呈現三面陰刻的文字，上部則以半圓弧收頭。整體碑高約380公分，碑身刻有「震災記念塔」、『昭和十一年四月二十一日建之』字樣，2014年（民國103年）學者塩川太郎調查時後者有部分被水泥遮蓋，戰後時期碑側加刻『中華民國二十五年四月二十一日』。
方形底座正立面有陰刻的日文碑文，2014年（民國103年）學者塩川太郎調查時碑文開頭昭和年號被削除，塩川氏認為與戰後中國國民黨統治有關。碑文則如下：

（昭和）十年四月二十一日午前六時二分本島中部ヲ襲ヘル大地震ハ其ノ慘害實ニ名狀スベカラザルモノアリ當郡下亦不幸ニシテ此ノ災厄ニ遭ヒ死者二百四十六名負傷者六百五十二名ヲ算シ家屋ノ倒壞スルモノ其ノ數ヲ知ラス此ノ報一度天聽ニ達スルヤ畏クモ　天皇皇后兩陛下ニハ痛ク御軫念遊バサル御內帑金ノ御下賜ヲ忝ウスルト共ニ親シク侍從ヲ御差遣ノ上御優諚賜ヲ聖恩ノ宏大無邊ナル恂ニ恐懼措ハ能ハザル處スタ遠近同胞ノ熱誠ナル救援ニ惠マル真ニ感激ニ耐ヘザル處ナリ 惟フニ此ノ災害タルヤ生命財產ヲ失フ處甚大ナリト雖世道人心ニ無言ノ訓ヲ垂レ歸趨スル處ヲ知ラシム噫神ノ試鍊天ノ默示ナリシ言フベシ 茲ニ記念碑ヲ建立シ謹ンデ遭難者ノ遺靈ヲ弔フト共ニ刻シ以テ後人ノ戒トナス 
昭和十一年四月二十一日建之 大湖郡守正七位山木毅一郎

中文翻譯則如下述：

昭和10年4月21日早上6時2分，本島中部遭受了大地震的襲擊，這場地震造成了極大的損失和傷害，不幸的是當地的許多人也遭遇了這場災難。根據統計，此次災難造成246人死亡，652人受傷，許多家屋倒塌。這個消息傳到天皇和皇后的耳中，他們感到非常痛心，慷慨地賜予了御內帑金和派遣侍從官提供援助；全地同胞也非常熱心地提供救援，讓人深受感動。
但是，這場災難帶來的損失非常巨大，很多人失去了生命和財產。儘管如此，人們應該從中得到教訓並從中汲取力量。或許這是神的試煉和天意，但我們必須坦然面對。
茲特此建立紀念碑，謹慎地悼念遭難者的遺靈，以此警醒後人。昭和十一年四月二十一日建之 大湖郡守正七位山木毅一郎

## 研究
學者塩川太郎表示新竹州的7座紀念碑樣式皆不相同，應為各地自行建立，高度分布在234—382公分間，平均310公分；臺中州3座紀念碑則在基座及碑身樣式、背面記載製作者等方面相似，高度分布在316.5—552.5公分間，平均446公分，規模較新竹州大。不過這10座碑樣式仍與臺灣常見的扁平四角柱石碑不同，相對罕見。
大湖紀念塔的碑文較為特殊，提及慰靈、感謝天皇援助、警戒後人等內容，可能受到日本統治影響較深；又新竹州整體建碑時間較臺中州早，塩川氏認為可能與新竹州知事內海忠司於1935年（昭和十年）9月轉任高雄州知事，故提前展示其震災成果有關
慰靈祭祀部分，2014年（民國103年）臺中州有3座碑仍有祭祀活動，新竹州7座則僅三灣鄉大震災大河底慰靈碑由村長個人祭祀、銅鑼鄉老鷄隆大震災雞隆庄殉難者慰靈碑有個別受難者遺族祭祀。考量日治時期新竹州仍有祭祀紀錄，塩川氏認為新竹州各地相對不重視災情。

## 外部連結
- 大湖震災記念塔[]
- 大震災大湖郡紀念塔 - 臺灣記憶-國家圖書館 （页面存档备份，存于）